# Jorge da Dinamarca
Jorge da Dinamarca e Noruega, Duque de Cumberland (Copenhague, 2 de abril de 1653 – Londres, 28 de outubro de 1708) foi o marido da rainha Ana e Consorte Real dos Reinos da Inglaterra, Escócia e Irlanda de 1702 até o Tratado de União de 1707, continuando como Consorte Real do Reino da Grã-Bretanha e Irlanda até sua morte.
Seu casamento com Ana foi arranjado na década de 1680 como uma oportunidade de desenvolver uma aliança anglo-dinamarquesa para conter o poderio naval holandês. Assim, Jorge não era popular com seu cunhado holandês Guilherme de Orange, que havia se casado com Maria, irmã de Ana. Guilherme e Maria tornaram-se co-monarcas da Inglaterra após a Revolução Gloriosa de 1689, que depôs Jaime II & VII, pai de Ana e Maria.
Guilherme excluiu Jorge do serviço militar e ele e a esposa não exerceram grande influência até Ana tornar-se rainha. Durante o reinado dela, Jorge ocasionalmente usou sua influência para apoiá-la, mesmo quando discordava de suas visões. Era de fácil relacionamento e interessava-se pouco em política; sua nomeação como Lorde Grande Almirante em 1702 foi apenas honorária.
As dezessete gravidezes de Ana com Jorge resultaram em doze abortos ou bebês natimortos, quatro mortes na infância e um filho doente crônico, Guilherme, que morreu aos onze anos. Apesar de seus históricos com os filhos, o casamento de Ana e Jorge era bem forte. Ele morreu aos 55 anos de uma doença crônica no pulmão e foi enterrado na Abadia de Westminster.

## Início de vida
Jorge nasceu no Castelo de Copenhague, Copenhague, em 2 de abril de 1653, sendo o filho mais novo do rei Frederico III da Dinamarca e Noruega e Sofia Amália de Brunsvique-Luneburgo. Sua mãe era irmã de Ernesto Augusto, Duque de Brunsvique-Luneburgo, mais tarde Eleitor de Hanôver. A partir de 1661 seu governador foi Otto Grote, posteriormente ministro hanoveriano na Dinamarca. Grote era "mais um cortesão e estadista do que educador", sendo substituído pelo mais eficiente Christen Jensen Lodberg ao partir para corte de Hanôver em 1665. Jorge recebeu treinamento militar e empreendeu uma Grand Tour pela Europa, passando oito meses entre 1668 e 1669 na França e no meio de 1669 na Inglaterra. Seu pai morreu em 1670 enquanto Jorge estava na Itália, com seu irmão mais velho Cristiano ascendendo ao trono. Ele voltou para a Dinamarca através do Sacro Império Romano-Germânico. O príncipe viajou pela Germânia novamente entre 1672 e 1673 para visitar duas de suas irmãs, Ana Sofia e Guilhermina Ernestina, que eram casadas com os príncipes-eleitores da Saxônia e do Palatinado.
Jorge foi candidato em 1674 ao trono eleitoral da Polônia, tendo sido apoiado pelo rei Luís XIV de França. Seu firme luteranismo foi uma barreira na Polônia católica e João Sobieski acabou sendo escolhido. Ele serviu em 1677 com distinção junto com o irmão Cristiano na Guerra da Escandinávia contra a Suécia. Seu irmão foi capturado pelos suecos na Batalha de Landskrona e Jorge "abriu seu caminho através dos números inimigos e o resgatou no perigo iminente de sua própria vida".
Como protestante, Jorge era visto como um parceiro adequado para a sobrinha do rei Carlos II de Inglaterra, a Srta. Ana. Apesar de serem primos distantes (ambos descendiam do rei Frederico II da Dinamarca), nunca haviam se encontrado antes. Carlos II recebeu Jorge em Londres em 1669, porém Ana estava na França durante o período da visita do príncipe. Tanto a Dinamarca quanto a Inglaterra eram países protestantes, com o católico Luís XIV estando interessado em uma aliança anglo-dinamarquesa para conter o poder da República dos Países Baixos. Lourenço Hyde, 1.º Conde de Rochester, tio de Ana, e Roberto Spencer, 2.º Conde de Sunderland e Secretário de Estado para o Departamento do Norte, negociaram um acordo de casamento com os dinamarqueses em segredo para impedir que seus planos vazassem para os holandeses. Jaime, Duque de Iorque, o pai de Ana, concordou com o casamento por diminuir a influência do seu outro genro, o holandês Guilherme III de Orange, que naturalmente não gostou da união.

## Casamento

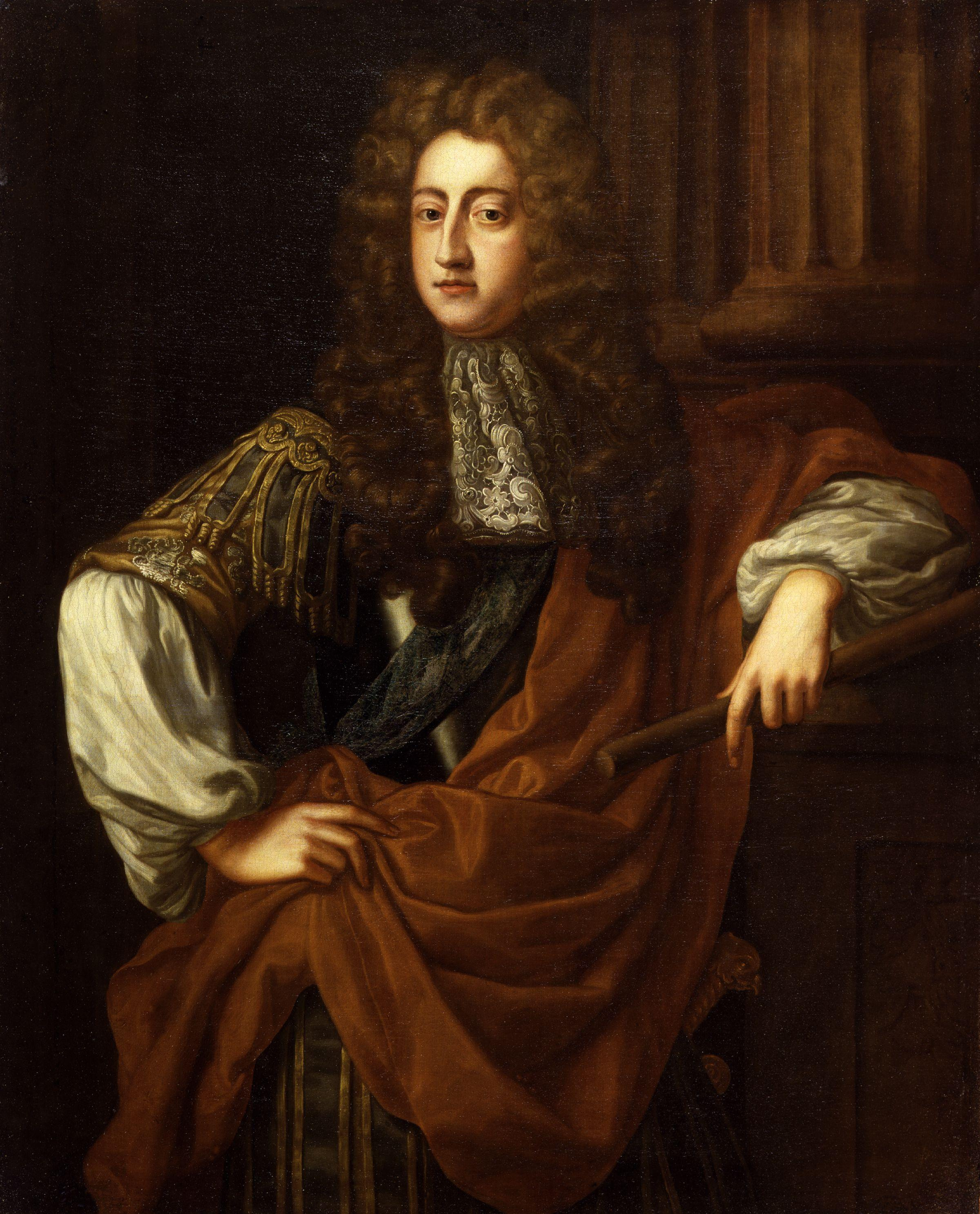
Jorge c. 1687. Por John Riley, na National Portrait Gallery.

Jorge e Ana se casaram em 28 de julho de 1683 na Capela Real do Palácio de St. James, Londres, por Henrique Compton, o Bispo de Londres. Os convidados incluíam o rei Carlos II, a rainha Catarina de Bragança e o Duque e a Duquesa de Iorque. Ana recebeu uma pensão parlamentar de vinte mil libras esterlinas anualmente, enquanto Jorge recebia dez mil libras por ano de suas propriedades dinamarquesas, apesar dos pagamentos da Dinamarca frequentemente atrasarem ou estarem incompletos. O rei Carlos deu ao casal aposentos no Palácio de Whitehall conhecidos como The Cockpit (perto do local que é atualmente a rua Downing em Westminster) como sua residência em Londres.
Jorge não era ambicioso e esperava ter uma vida quieta de domesticidade junto com a esposa. Ele escreveu a um amigo: "Nós conversamos sobre ir para o chá, sobre ir para Winchester e de tudo exceto ficar parado todo verão, que foi o auge da minha ambição. Deus enviou a mim uma vida quieta em algum lugar, porque logo não serei capaz de suportar este movimento perpétuo".
Ana engravidou poucos meses após o casamento, porém foi uma menina natimorta que nasceu em maio de 1684. Ela foi se recuperar na estância termal de Royal Tunbridge Wells, e nos dois anos seguintes deu à luz em rápida sucessão duas meninas, Maria e Ana Sofia. No início de 1687, em questão de dias, Jorge e suas duas filhas pegaram varíola e Ana sofreu um aborto. Jorge se recuperou, porém Maria e Ana Sofia morreram. Rachel Russell escreveu que os dois tinham "sentido [as mortes] pesadamente. O primeiro alívio daquela tristeza procedia na ameaça de algo maior, o Príncipe estando tão doente de febre. Eu nunca ouvi relação mais emocionante que vê-los juntos. Algumas vezes eles choram, algumas eles lamentam em palavras; eles sentam em silêncio, dando as mãos; ele doente na cama, e ela a atenta enfermeira que lhe pode ser imaginado". Ele voltou para a Dinamarca no meio de 1687 para uma visita de dois meses enquanto Ana ficou na Inglaterra. Mais tarde naquele ano, após seu retorno, Ana deu à luz outro natimorto, desta vez um menino.
O rei Carlos II morreu em fevereiro de 1685 sem deixar herdeiros legítimos, assim o sogro de Jorge, o católico Duque de Iorque, ascendeu ao trono como Jaime II de Inglaterra & VII da Escócia. Jorge foi nomeado para o Conselho Privado e convidado a comparecer em reuniões de gabinete, apesar de não ter poderes para alterar ou afetar decisões. Guilherme de Orange se recusou a comparecer na coroação de Jaime principalmente porque Jorge tomaria precedência sobre ele. Apesar de ambos serem genros do rei Jaime II & VII, Jorge também eram filho e irmão de reis e assim em um nível acima de Guilherme, que era um estatuder eleito de uma república.
Maria, a irmã mais velha de Ana, havia se mudado para os Países Baixos após seu casamento com Guilherme de Orange. Dessa forma, a oposição protestante a Jaime centrou-se cava vez mais ao redor de Jorge e Ana em vez de Maria, que era a herdeira presuntiva. O grupo social e político centrado no casal era conhecido como "Círculo Cockpit" por causa de sua residência em Londres. Guilherme invadiu a Inglaterra em 5 de novembro de 1688 em uma ação que ficou conhecida como a Revolução Gloriosa, terminando por depor Jaime II & VII. Jorge foi avisado previamente pelo enviado dinamarquês em Londres, Frederico Gersdorff, que Guilherme estava reunindo sua frota de invasão. Jorge informou Gersdorff que o exército do rei estava descontente e assim ele se recusaria a receber quaisquer ordens de Jaime, porém serviria apenas como voluntário não comissionado. O plano de Gersdorff para levar Jorge e Ana para a Dinamarca foi rejeitado pelo príncipe. Jorge acompanhou as tropas do rei até Salibury no meio de novembro, porém outros nobres e seus soldados logo deserdaram para o lado de Guilherme. A cada deserção, Jorge aparentemente exclamava "Est-il possible?" ("É possível?"). Ele abandonou o rei em 24 de novembro e foi para o lado do cunhado. Jaime supostamente afirmou "Então Est-il possible foi também". Em suas memórias, Jaime disse que a deserção de Jorge foi trivial, dizendo que a perda de um bom soldado foi mais consequência, porém Gersdorff afirmou que a deserção muito perturbou o rei. A deserção de Jorge e outros nobres foi instrumental em destruir o apoio de Jaime. O rei fugiu para a França em dezembro, e no início do ano seguinte Guilherme e Maria foram declarados co-monarcas com Ana como sua herdeira presuntiva. Guilherme aprovou um decreto no início de abril de 1689 naturalizando Jorge como súdito inglês, com ele recebendo os títulos de Duque de Cumberland, Conde de Kendal e Barão de Okingham pelos novos monarcas.

## Duque de Cumberland

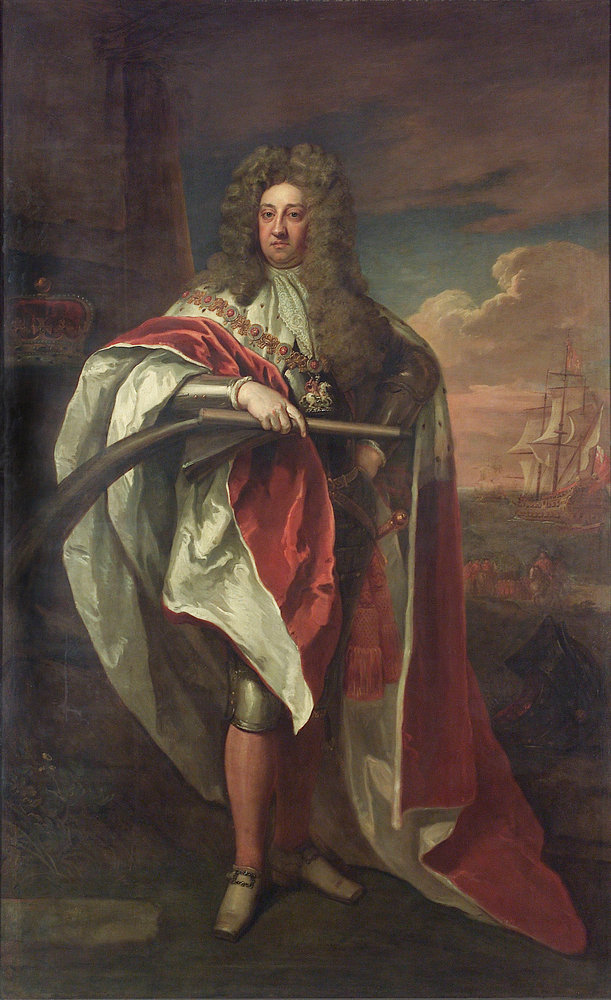
Jorge como Lorde Almirante c. 1704. Por Godfrey Kneller, no National Maritime Museum.

A desconfiança entre Jorge e Guilherme, que havia sido colocada de lado durante a revolução, persistiu durante o reinado do segundo. O príncipe tinha hipotecas em Fehmarn, Tremsbüttel e Steinhorst-Schleswig-Holstein, que ele entregou ao Duque de Holstein-Gottorp como parte da paz de Altona em 1689, negociada por Guilherme entre a Dinamarca e a Suécia. Guilherme concordou em pagar Jorge interesses e capital em compensação, porém ele permaneceu sem receber o dinheiro. Durante a campanha militar contra os apoiadores de Jaime na Irlanda, Jorge acompanhou as tropas do rei às próprias custas, porém permaneceu excluído do comando e até lhe foi negada permissão para viajar na mesma carruagem que seu cunhado. Esnobado do exército por Guilherme, Jorge tentou entrar na marinha, sem patente, porém foi frustrado novamente pelo rei. Quando os guardas holandeses de Guilherme não saudaram Jorge, Ana presumiu que estavam seguindo ordens. Os dois se retiraram da corte. Houve uma certa reconciliação após a morte repentina da rainha Maria de varíola em 1694, que transformou Ana em herdeira aparente. Guilherme finalmente recomendou em novembro de 1689 que o parlamento pagasse a dívida hipotecária de Jorge, com a dívida sendo quitada no início de 1700.
Desde o casamento até 1700, Ana teve pelo menos dezessete gravidezes; em doze ocasiões ela teve um aborto ou deu à luz uma criança natimorta, e duas das cinco que nasceram vivas morreram ainda no primeiro dia. Guilherme, Duque de Gloucester, o único filho do casal a sobreviver a infância, morreu em julho de 1700 com apenas onze anos de idade. Com a morte do duque, Ana era a única pessoa na linha de sucessão ao trono como estabelecido pela Revolução Gloriosa e a Declaração de Direitos de 1689. O parlamento inglês aprovou o Decreto de Estabelecimento de 1701 para aumentar a linha e garantir uma sucessão protestante, designando a Casa de Hanôver, os parentes protestantes mais próximos de Guilherme III & II e Ana, como os próximos na linha.
Jorge não teve um grande papel no governo até Ana chegar ao trono após a morte de Guilherme III & II em 1702. Ele foi o principal pranteador no funeral do rei. Ana o nomeou em 17 de abril como generalíssimo de todas as forças militares da Inglaterra, e em 20 de maio fez dele Lorde Grande Almirante da Marinha Real, mesmo com o cargo sendo apenas nominal. O verdadeiro poder no Almirantado era exercido por Jorge Churchill, cujo irmão era João Churchill, 1.º Duque de Marlborough, grande amigo da rainha e capitão-general de todas as forças terrestres inglesas. O príncipe conhecia os Churchill há muitos anos: o outro irmão Carlos Churchill foi um de seus cavalheiros de companhia na Dinamarca, e o Duque de Marlborough acompanhou Jorge em sua jornada da Dinamarca até a Inglaterra para seu casamento. Seu secretário durante a década de 1680 foi o coronel Eduardo Griffith, cunhado de Sarah Churchill, a maior confidente e amiga de Ana. Jorge seguiu Guilherme III & II como capitão-general da Honorável Companhia de Artilharia e foi feito Lorde Diretor dos Cinque Ports. Porém, Ana falhou em persuadir os Estados Gerais dos Países Baixos a eleger seu marido como capitão-general de todas as forças holandesas para manter um controle unificado das Potências Marítimas que Guilherme mantinha.

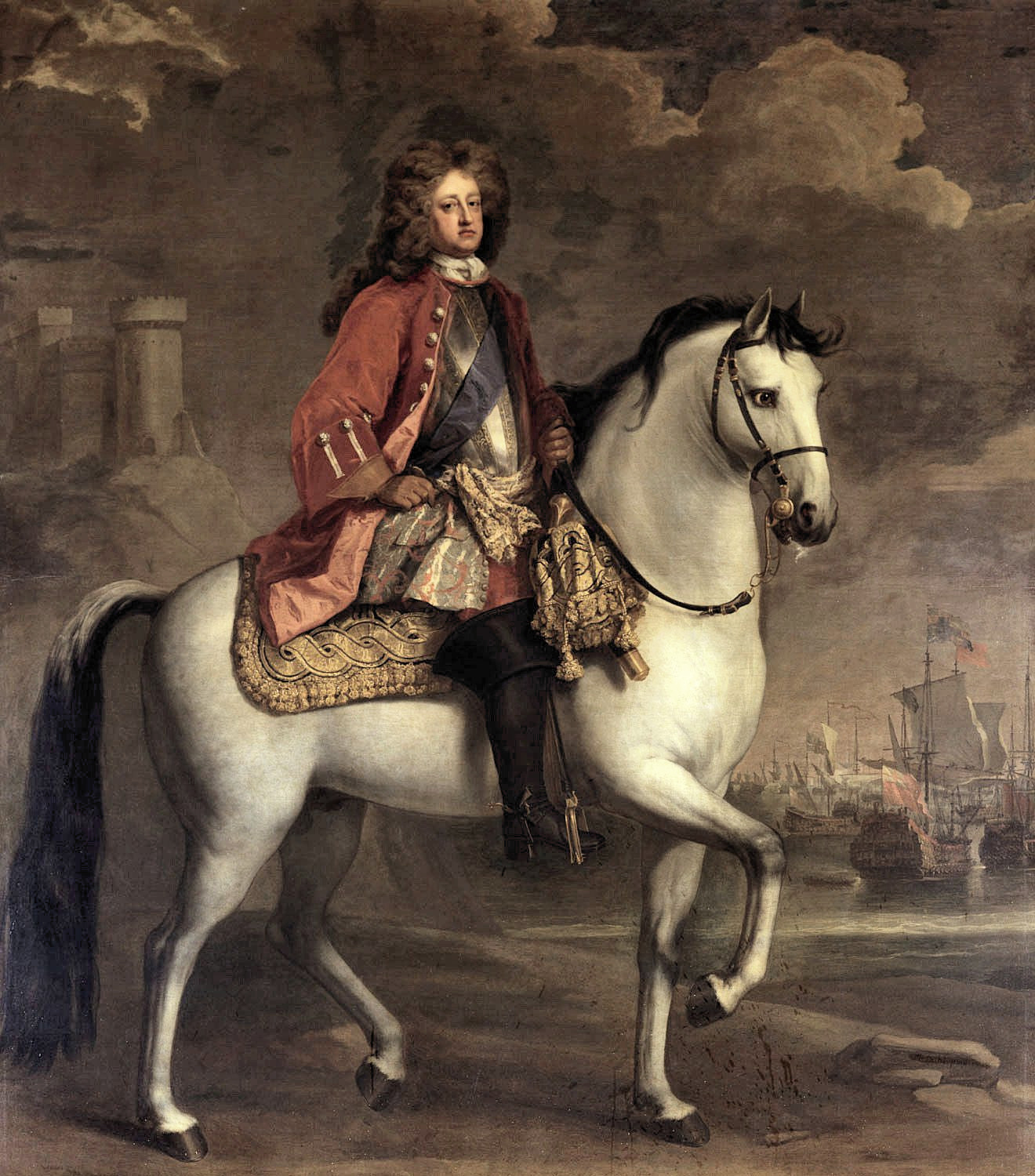
Jorge em 1704. Por Mikael Dahl, na Royal Collection.

Ana conseguiu uma pensão parlamentar de cem mil libras esterlinas anuais para Jorge caso ela morresse antes dele. A proposta foi aprovada com facilidade na Câmara dos Comuns, porém passou com uma pequena margem na Câmara dos Lordes. João Churchill apoiou o projeto, porém um dos lordes contra era seu genro, Carlos Spencer, 3.° Conde de Sunderland. Churchill conseguiu dissuadir a rainha de pedir ao parlamento para "fazer seu querido e amado marido Rei Consorte".
Geralmente durante o reinado de Ana, Jorge e a rainha passavam o inverno no Palácio de Kensington e no Palácio de St. James, e o verão no Castelo de Windsor ou no Palácio de Hampton Court, onde o ar era mais fresco. Jorge sofria de asma e o ar limpo do campo era melhor para sua saúde. Eles visitaram a estância termal de Bath no meio de 1702 seguindo um conselho dos médicos do príncipe, e novamente no ano seguinte. Eles ocasionalmente visitavam Newmarket para assistir corridas de cavalo. Em uma das visitas, Ana comprou para Jorge um cavalo, chamado de Leeds, pela grande quantia de cem guinéus.
No final de 1702, o Projeto de Lei da Conformidade Ocasional foi apresentado no parlamento. O projeto tinha o objetivo de desqualificar dissidentes protestantes de cargos públicos ao fechar um buraco no Ato de Prova, legislação que restringia cargos públicos a conformitas anglicanos. A lei existente permitia não-conformistas a assumirem cargos se fizessem a comunhão anglicana uma vez ao ano. Ana era a favor da medida, forçando Jorge a votar pelo projeto na Câmara dos Lordes, mesmo que como luterano ele próprio era um conformista ocasional. Ao votar, ele teria dito a um dos oponentes do projeto "Meu coração está com vocês". O projeto não obteve apoio suficiente e foi eventualmente retirado. Ele foi revivido no ano seguinte, porém Ana não o apoiou por temer que sua reintrodução fosse um pretexto para deliberadamente criar uma briga entre os dois principais grupos políticos: os tories (que apoiavam o projeto) e os whigs (que eram contra). Ele falhou novamente. Jorge nunca se tornou um membro da Igreja Anglicana, que era comandada por sua esposa durante seu reinado. Ele permaneceu um luterano mesmo após a ascensão dela, tendo até sua própria capela pessoal. Os Whigs ganharam mais influência e poder às custas dos tories nos primeiros anos do reinado de Ana. Jorge, como Lorde Diretor dos Cinque Ports, tinha influência em distritos parlamentares na costa sul da Inglaterra, algo que usou para apoiar candidatos Whigs nas eleições gerais de 1705. Nessa eleição, o príncipe e a rainha apoiaram o Whig João Smith para Presidente da Câmara dos Comuns. Jorge instruiu seu secretário, Jorge Clarke, que também era membro do parlamento, a votar em Smith, porém Clarke se recusou e apoiou o candidato tory, Guilherme Bromley. Clarke foi demitido e Smith eleito.

## Doença e morte

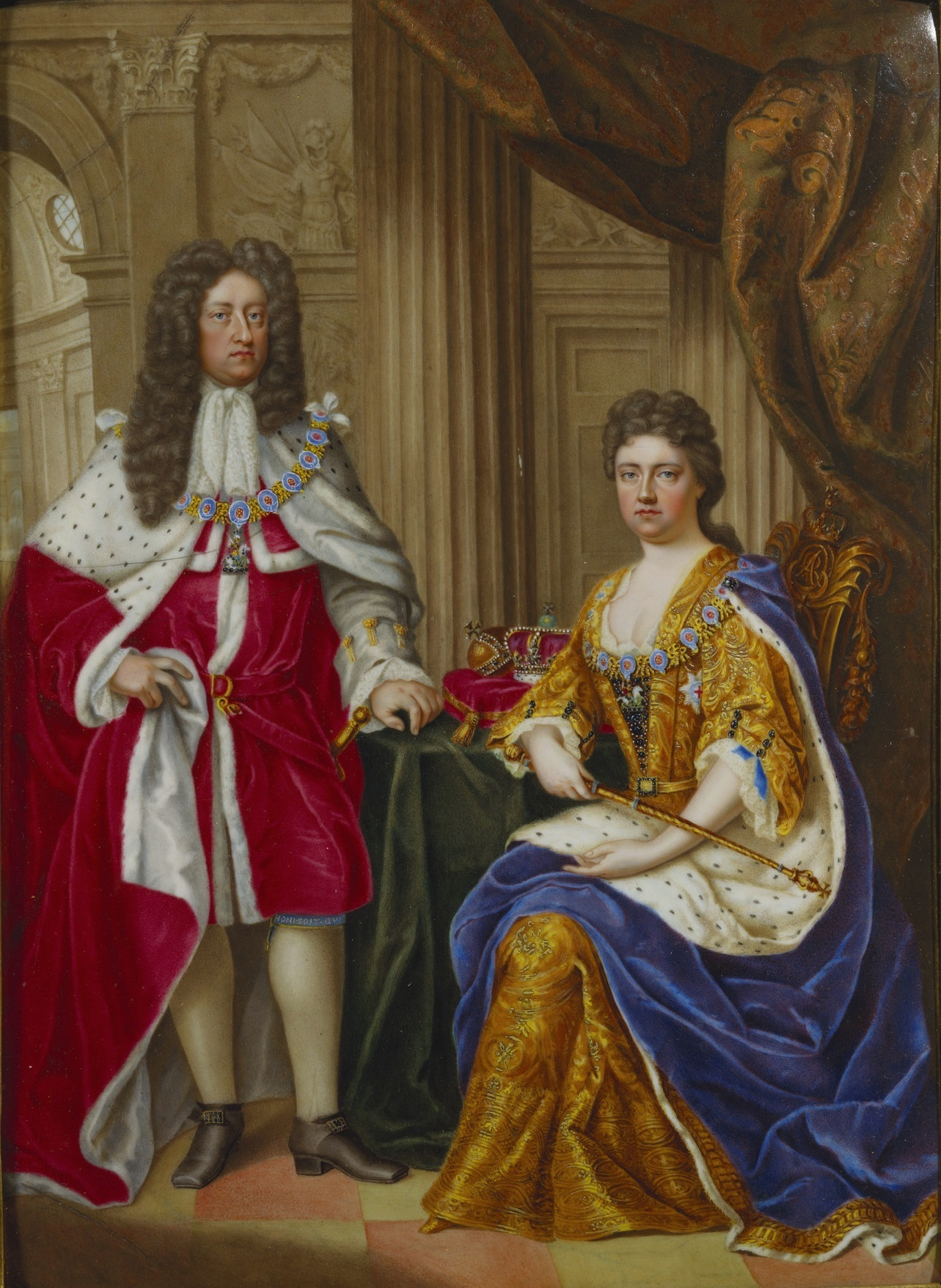
Jorge e Ana em 1706. Por Charles Boit, na Royal Collection.

Em março e abril de 1706, Jorge ficou seriamente doente. Havia sangue em sua sputa, porém ele pareceu se recuperar, apesar de ficar muito doente para comparecer a um serviço de ação de graças na Catedral de São Paulo em junho pela vitória britânica na Batalha de Ramillies na Guerra da Sucessão Espanhola. Ele também não pôde comparecer a outro serviço de ação de graças em maio de 1707 para celebrar a união da Inglaterra e Escócia no Reino da Grã-Bretanha, estando se recuperando em Hampton Court.
O desastre naval de Scilly em 1707, onde uma frota comandada por sir Cloudesley Shovell encalhou, destacou a má administração do Almirantado, pelo qual Jorge era nominalmente responsável. A pressão cresceu para que o almirante Jorge Churchill fosse substituído por alguém mais dinâmico. Em outubro de 1708, cinco poderosos políticos conhecidos como a Junta Whig – João Somers, Carlos Montagu, Eduardo Russell, Tomás Wharton e Carlos Spencer – estavam exigindo a remoção tanto do príncipe Jorge quanto do almirante Churchill. João Churchill escreveu ao irmão dizendo para renunciar ao cargo, porém ele se recusou e foi apoiado pelo príncipe.
Jorge estava de cama no meio dessa pressão política, sofrendo de uma forte asma e edemas. Ele morreu à 1h30min do dia 28 de outubro de 1708 no Palácio de Kensington. Ana ficou devastada. Jaime Brydges escreveu ao general Guilherme Cadogan, "Sua morte arremessou a Rainha em um pesar indescritível. Ela nunca o deixou até ele estar morto, porém continuou a beijá-lo no exato momento que seu suspiro saiu de seu corpo, e foi com grandes dificuldades que minha senhora Malborough prevaleceu sobre ela para deixá-lo". Ana escreveu ao seu sobrinho Frederico IV da Dinamarca, "a perda de tal marido, que me amava tanto e tão devotadamente, é muito esmagadora para mim ser capaz de suportá-la como devo". Ana estava desesperada para permanecer em Kensington com o corpo de Jorge, porém relutantemente foi para o Palácio de St. James depois de pressionada por Sarah Churchill, Duquesa de Malborough. A rainha ofendeu-se com as ações intrusivas da duquesa, que incluíram a remoção de um retrato do príncipe do quarto de Ana e depois a recusa de devolvê-lo para seu lugar afirmando que era natural "evitar ver papéis ou qualquer coisa que pertencesse a alguém de que se amava quando eles morriam". Ana e Sarah sempre foram próximas, porém sua amizade foi ruindo ao longo do tempo por diferenças políticas. A morte de Jorge danificou ainda mais a relação das duas. Ele foi enterrado à meia-noite de 13 de novembro na Abadia de Westminster.

## Legado

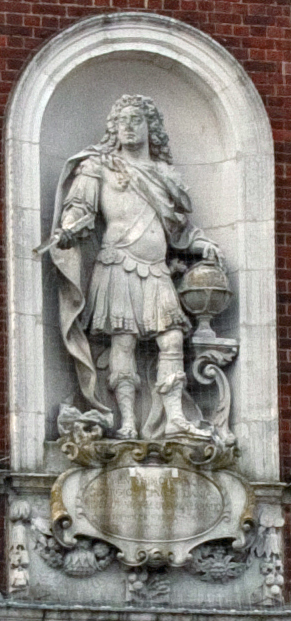
Estátua de Jorge na Prefeitura de Windsor, Berkshire, erguida em 1713.

Ana inicialmente se recusou a nomear um novo Lorde Grande Almirante e insitiu em realizar ela mesma as funções do cargo, não nomeando nenhum membro do governo para ocupar o lugar de Jorge. Ela caiu em lágrimas na primeira ocasião que recebeu documentos para assinar no lugar do marido. Implacáveis, a Junta Whig exigiu a nomeação de Eduardo Russell, um de seus membros e um dos principais críticos ao príncipe, como Primeiro Lorde do Almirantado. O almirante Jorge Churchill se aposentou e a rainha nomeou o tory Tomás Herbert para liderar o almirantado. Entretanto, os whigs João Somers e Tomás Wharton foram nomeados para os cargos de gabinete deixados vagos por Herbert: Lorde Presidente do Conselho e Lorde Tenente da Irlanda. Mesmo assim, os whigs não ficaram satisfeitos e continuaram a pressionar Herbert e Ana. Herbert renunciou em menos de um ano. Depois de outro mês de discussões, a rainha finalmente aceitou em novembro de 1709 colocar Russell no controle do almirantado como Primeiro Lorde.

### Personalidade e avaliações
Carlos II falou sobre Jorge, "Tentei ele bêbado, e o tentei sóbrio e não há nada nele". Era quieto e modesto. John Macky achava que tinha "uma disposição fácil e familiar com um bom compreendimento, mas modesto em demonstrá-lo ... muito gordo, gostava de notícias, sua garrafa & da rainha". Ao caçoar da asma de Jorge, João Sheffield disse que o príncipe era forçado a respirar pesadamente caso as pessoas o confundissem por um defunto e o enterrassem. Na época do reinado da rainha Vitória, Jorge tinha a reputação de bronco e era alvo de desdém. Vitória esperava que seu próprio marido, o príncipe Alberto de Saxe-Coburgo-Gota, nunca preenchesse o "papel subordinado interpretado pelo estúpido e insignificante marido da rainha Ana". Na década de 1930, Winston Churchill disse que o príncipe "pouco importava" exceto para a rainha.

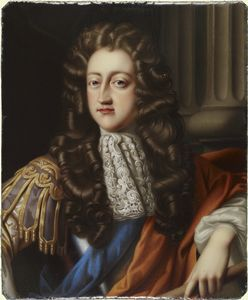
Retrato em miniatura de Jorge. Por Henry Pierce Bone, na Royal Collection.

Ele teve pouco impacto ao comandar a marinha, porém era interessado o suficiente em navegação e guerras para patrocinar em 1704 a publicação de Observations, de John Flamsteed. Nunca foi um dos personagens políticos mais pitorescos de sua época – ele ficava feliz em passar seu tempo construindo miniaturas de navios – porém foi um marido leal e apoiador de Ana. O casamento dos dois era dedicado, amoroso e fiel, mesmo afligido por tragédias pessoais.
Guilherme de Orange, o marido anterior de uma rainha soberana, se tornou rei recusando-se a ser subordinado a mulher Maria. Guilherme e Maria exemplificaram os papéis tradicionais de gênero na Europa do século XVII: Maria era a esposa obediente e Guilherme mantinha o poder. Porém, Jorge e Ana inverteram os papéis: Jorge era o marido obediente e era Ana quem exercia as prerrogativas reais. Guilherme presumiu incorretamente que Jorge usaria seu casamento com Ana como meio de construir uma base de poder separada na Grã-Bretanha, porém o príncipe nunca desafiou a autoridade da esposa e nunca se esforçou para acumular influência. Ana ocasionalmente usava a imagem de esposa virtuosa para escapar de situações desagradáveis, afirmando que como mulher sabia "nada exceto o que o príncipe me diz", porém era um artifício. Os maridos tinham direitos legais sobre as propriedades das esposas, e foi afirmado que não era natural e contra as lições da igreja um homem ser o súdito de sua mulher. Jorge nunca exigiu isso ou afirmou algo semelhante; ele estava contente em permanecer como príncipe e duque. "Sou súdito de sua Majestade", disse, "Vou fazer nada a não ser o que ela me manda". Nas palavras da historiadora Anne Somerset, "o fato do Príncipe Jorge ser amplamente considerado uma nulidade ajudou a reconciliar as pessoas ao seu estado anômalo, e assim, quase por acidente, Jorge alcançou um grande avanço para o feminismo". Churchill escreveu que ele "era um homem bonito, alto, loiro e de boa índole ... Não era esperto ou culto – um homem simples e normal sem ambição ou inveja, e dotado de apetite e sede notáveis por todos os prazeres da mesa. O veredito bem conhecido de Carlos ... não faz justiça às virtudes domésticas e ao infalível bom-humor de seu caráter sério e confiável".
A "Prince of Denmark's March" de Jeremiah Clarke foi composta em sua homenagem, e o Condado de Prince George's, Maryland, Estados Unidos, foi nomeado para ele ao ser fundado em 1696. Retratos pintados por sir Godfrey Kneller estão no National Maritime Museum, no Castelo de Drumlanrig e no All Souls College, Oxford. Retratos na Dinamarca incluem um por Willem Wissing na coleção Reedtz-Thotte e outro por Karel van Mander III na coleção nacional no Palácio de Frederiksborg.

## Títulos, estilos, honras e brasão

### Títulos e estilos
- 2 de abril de 1653 – 10 de abril de 1689: "Sua Alteza Real, o príncipe Jorge da Dinamarca e Noruega"
- 10 de abril de 1689 – 28 de outubro de 1708: "Sua Alteza Real, o Príncipe Jorge da Dinamarca e Noruega, Duque de Cumberland"[29]

### Honras
- R af E: Cavaleiro do Elefante, desde seu nascimento[85]
- KG: Cavaleiro da Jarreteira, 1 de janeiro de 1684[86]

### Brasão
Como brasão, Jorge portava o brasão de armas da Dinamarca com um lambel argente de três pés, cada um com três arminhos. Todo o brasão encimado por uma coroa de príncipe da Dinamarca. Seu timbre era "saindo de um coronete or, um demi-leão rampant guardant azure e coroado".
| Brasão de armas do príncipe Jorge da Dinamarca e Noruega, Duque de Cumberland |

## Descendência

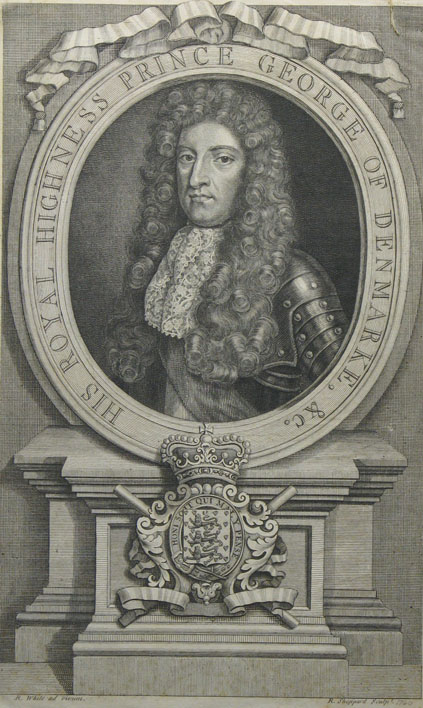
Gravura de Jorge em 1733. Por Robert Sheppard, na National Portrait Gallery.

|    |                                | Nascimento                    | Morte                         |
| -- | ------------------------------ | ----------------------------- | ----------------------------- |
| 1  | Filha natimorta                | 12 de maio de 1784            | 12 de maio de 1784            |
| 2  | Maria                          | 2 de junho de 1685            | 8 de fevereiro de 1687        |
| 3  | Ana Sofia                      | 12 de maio de 1686            | 2 de fevereiro de 1687        |
| 4  | Aborto                         | 21 de janeiro de 1687         | 21 de janeiro de 1687         |
| 5  | Filho natimorto                | 22 de outubro de 1687         | 22 de outubro de 1687         |
| 6  | Aborto                         | 16 de abril de 1688           | 16 de abril de 1688           |
| 7  | Guilherme, Duque de Gloucester | 24 de julho de 1689           | 30 de julho de 1700           |
| 8  | Maria                          | 14 de outubro de 1690         | 14 de outubro de 1690         |
| 9  | Jorge                          | 17 de abril de 1692           | 17 de abril de 1692           |
| 10 | Filha natimorta                | 23 de março de 1693           | 23 de março de 1693           |
| 11 | Criança natimorta              | 21 de janeiro de 1694         | 21 de janeiro de 1694         |
| 12 | Aborto                         | 17 ou 18 de fevereiro de 1696 | 17 ou 18 de fevereiro de 1696 |
| 13 | Aborto                         | 20 de setembro de 1696        | 20 de setembro de 1696        |
| 14 | Aborto                         | 25 de março de 1697           | 25 de março de 1697           |
| 15 | Aborto                         | início de dezembro de 1697    | início de dezembro de 1697    |
| 16 | Filho natimorto                | 15 de setembro 1698           | 15 de setembro 1698           |
| 17 | Filho natimorto                | 24 de janeiro de 1700         | 24 de janeiro de 1700         |